# Rafael Merry del Val
Rafael María José Pedro Francisco Borja Domingo Gerardo de la Santísma Trinidad Merry del Val y Zulueta (Londen, 10 oktober 1865 – Vaticaanstad, 26 februari 1930) was een Spaans geestelijke en kardinaal van de Katholieke Kerk.
Merry del Val stamde uit een Spaans adellijk geslacht. Zijn vader was diplomaat en werkte op de Spaanse ambassade in Londen toen Rafael geboren werd. Hij woonde tot 1878 in Engeland en studeerde vervolgens aan verschillende seminaries alvorens aan de Pontificia Università Gregoriana te promoveren in zowel de filosofie als de theologie. Aan dezelfde universiteit behaalde hij bovendien een graad in het canoniek recht. Hij werd op 30 oktober 1888 tot priester gewijd.
In 1891 trad Merry del Val in dienst van de Romeinse Curie. Hij vervulde verschillende diplomatieke posten alvorens in 1897 verheven te worden tot Huisprelaat van paus Leo XIII. Op 19 april 1900 werd hij benoemd tot titulair aartsbisschop van Nicea. Zijn bisschopswijding ontving hij van Mariano kardinaal Rampolla del Tindaro, de kardinaal-staatssecretaris, wiens substituut Merry del Val zou worden. Tijdens het Conclaaf van 1903 trad hij op als secretaris. Toen de Poolse kardinaal Jan Puzyna de Kosielsko hem een brief wilde overhandigen waarin de Oostenrijkse keizer Frans Jozef I - gebruik makend van het oude Jus Exclusivae - zijn veto uitsprak tegen een eventuele verkiezing van Rampolla tot paus, weigerde Merry del Val deze in ontvangst te nemen. Toen het conclaaf vervolgens Giuseppe Sarto tot paus koos, ontsloeg deze Rampolla als staatssecretaris en benoemde hij Merry del Val in zijn plaats.
Tijdens het consistorie van 9 november 1903 werd Merry del Val opgenomen in het College van Kardinalen. De Santa Prassede werd zijn titelkerk.
Als kardinaal-staatssecretaris verzette Merry del Val zich - in lijn van de encycliek Pascendi Dominici Gregis - waar hij kon tegen het modernisme. In 1914 nam hij deel aan het conclaaf dat leidde tot de verkiezing van Giacomo della Chiesa tot paus Benedictus XV. Deze - een vertrouweling van Leo XIII - nam op zijn beurt Merry del Val niet opnieuw aan als staatssecretaris aan, maar benoemde Domenico Ferrata in diens plaats. Merry del Val werd nu prefect van het Heilig Officie. Hij zou dat blijven, ook onder Benedictus' opvolger Pius XI. Hij overleed aan de gevolgen van een verwaarloosde blindedarmontsteking en werd begraven in de crypte van de Sint-Pietersbasiliek.
Op 26 februari 1953 werd het proces tot zijn zaligverklaring geopend. Dit proces loopt nog steeds.
- Biblioteca Nacional de España: XX1226397
- Bibliothèque nationale de France: cb113156090 (data)
- Catàleg d'autoritats de noms i títols de Catalunya: 981058604969406706
- Gemeinsame Normdatei: 118783416
- International Standard Name Identifier: 0000 0001 3882 8514
- Library of Congress Control Number: n80045053
- Nationale Bibliotheek van Tsjechië: ola20241231102
- Nationale Bibliotheek van Israël: 987007356757405171
- Nederlandse Thesaurus van Auteursnamen: 120896877
- Istituto Centrale per il Catalogo Unico: CUBV111693
- SNAC: w6698kq8
- Système universitaire de documentation: 135424879
- Trove: 949885
- Virtual International Authority File: 203808361
- WorldCat: E39PBJmtxjMmtfcBCGHrD3qCwC